# Фторид цинка
Фтори́д ци́нка (англ. Zinc fluoride) — химическое вещество с формулой ZnF2. Оно существует как в безводном виде, так и в форме тетрагидрата ZnF2•4H2O. Соединение обладает высокой температурой плавления и структурой, схожей со структурой диоксида титана. В отличие от других галогенидов цинка, ZnCl2, ZnBr2 и ZnI2, он плохо растворяется в воде.

## Получение и свойства
Фторид цинка может быть получен несколькими способами:
- по реакции фторидной соли с хлоридом цинка в водном растворе с образованием фторида цинка и соответствующего хлорида;
- взаимодействием металлического цинка с газообразным фтором[2];
- реакцией фтороводорода с цинком, образуется газообразный водород (H2) и ZnF2[2].

Фторид цинка гидролизуется в горячей воде с образованием гидроксифторида Zn(OH)F.